# Simon Boussiron
Simon Boussiron, né le 10 avril 1873 à Perpignan (Pyrénées-Orientales) et mort le 25 décembre 1958 à Paris, est un ingénieur et entrepreneur de travaux publics qui a développé l'emploi du béton armé dans la construction.

## Biographie
Il entre le 15 octobre 1888 à l'École des arts et métiers d'Aix-en-Provence. Étudiant moyen ("aurait pu mieux faire"), il en sort diplômé trois ans plus tard. Après trois années de service militaire, il entre au bureau d'études des ateliers de construction de Levallois-Perret, anciens établissements Eiffel, toujours dirigés par Maurice Koechlin qui avait participé à la conception de la tour Eiffel.
En 1898, après un an passé à Levallois-Perret, il entre à la Société pour travaux en béton armé.
Le 1er mai 1899, il fonde sa société avec un autre ingénieur des arts et métiers, Antoine Garric, sous le nom d'entreprise Simon & Garric. Il réalise la même année le pont de la rue Vallette à Perpignan, d'une portée de 15 m. En 1900 il rédige ses règles de calcul du béton armé. Il construit les 28 000 m2 de plancher pour la caserne Niel de Toulouse, des planchers de 15  à   20 m de portée pour le restaurant des Congrès de l'Exposition universelle de 1900.
Il réalise la couverture en voile mince à trois articulation au-dessus du canal Saint-Martin en 1906. Après le retrait de Garric cette année-là, la société prend le nom de Boussiron.
En 1910, il construit les premières voûtes minces en béton percées de lanterneaux pour 5 halles de la gare de Bercy-Arrivages de 10 m de portée. Il a réalisé plusieurs ouvrages en voûtes minces pour les dépôts des Batignolles, en 1911, de La Garenne-Bezons de 30 m de portée, en 1913, de Roanne et de Nevers pendant la première Guerre mondiale. Pour l'Administration des chemins de fer de l'État, il a réalisé les ateliers de La Folie, à Nanterre, en 1912.
Il construit le pont d'Amélie-les-Bains-Palalda, pont en arc à 3 articulations de 41 m d'ouverture, en 1909 et le pont Neuf du quartier de Sapiac, à Montauban, en 1911.

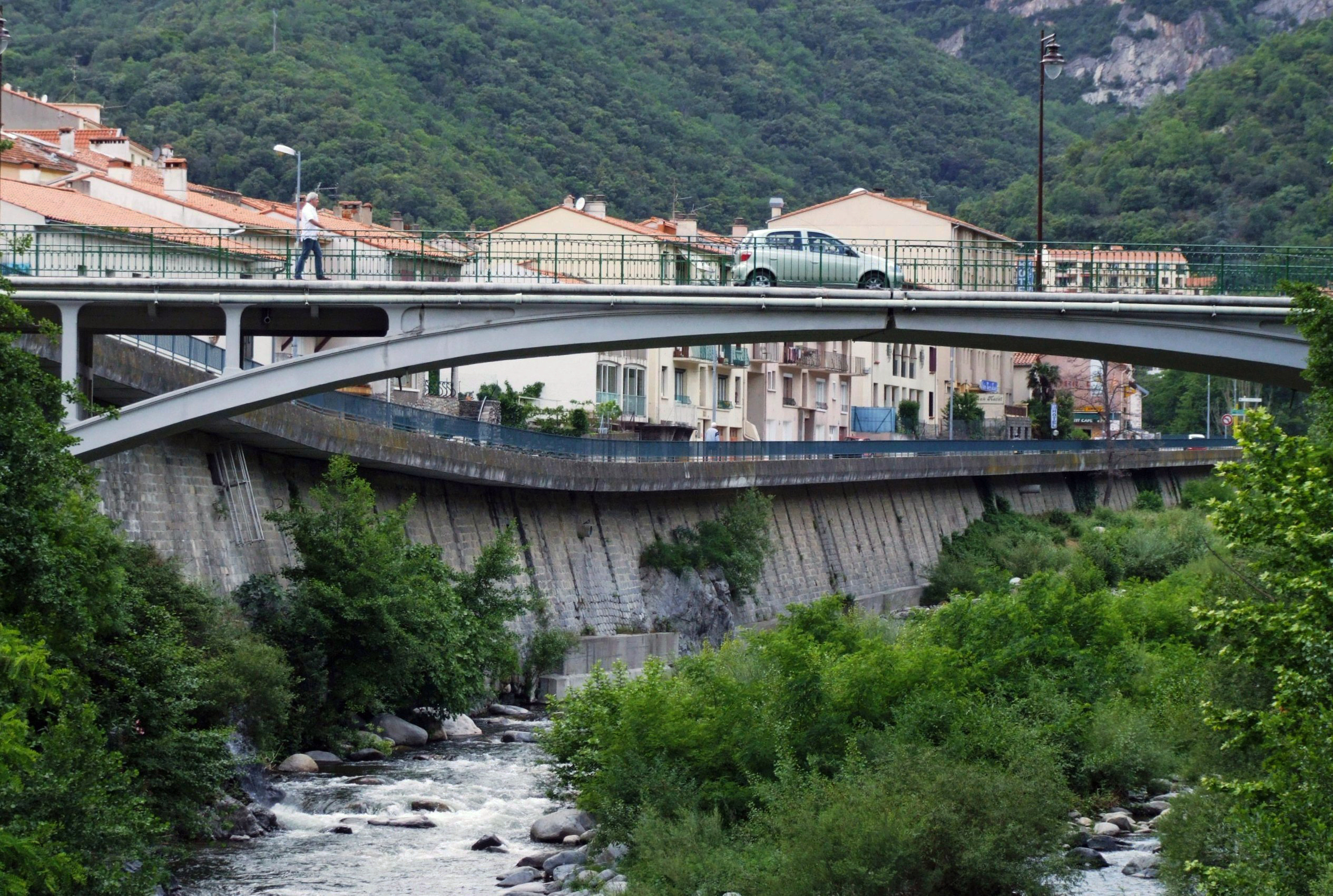
Pont sur le Tech à Amélie-les-Bains
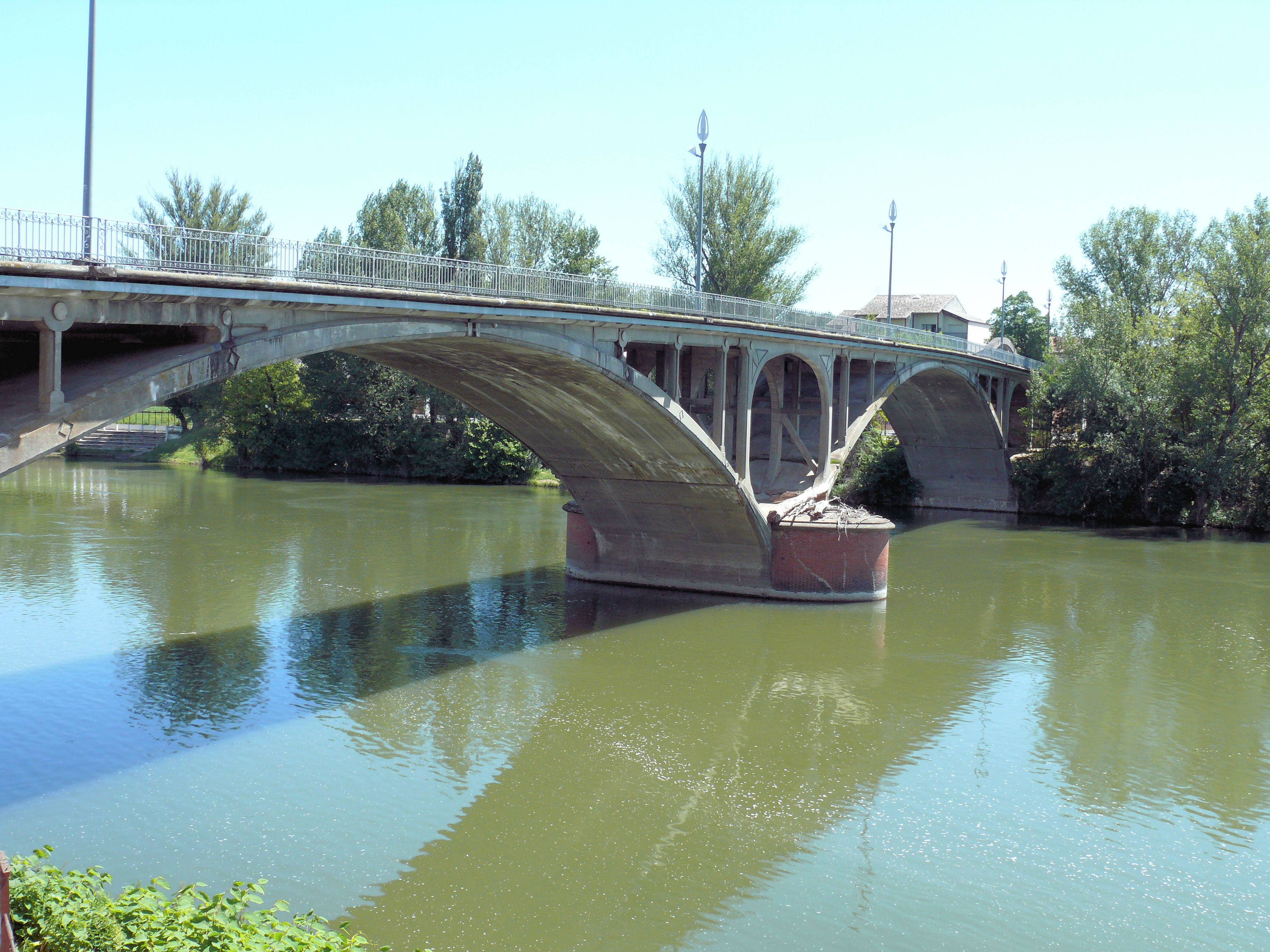
Pont Neuf, à Montauban
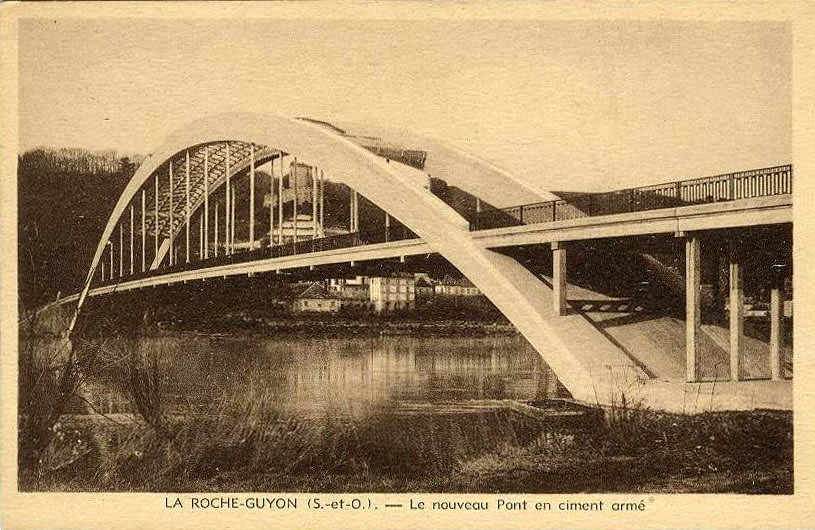
Second pont de La Roche-Guyon

En 1923, il a engagé Nicolas Esquillan pour le bureau d'étude de son entreprise dont il est devenu le directeur technique en 1941.
La société prend le nom d'Entreprises Boussiron en 1929.
Il a réalisé le pont de Fin d'Oise, à Conflans-Sainte-Honorine, en 1928, le pont de La Roche-Guyon, en 1932. Ces ponts ont été détruits en 1940.
Il construit les hangars d'avions du Bourget-Dugny, de Bron, de Reims, de Karoubade, de Bizerte, de 65 m, en 1932.
Simon Boussiron a pris sa retraite en 1936. Il confie la gestion de l’entreprise à son gendre, Jacques Fougerolle (1902-1965), assisté de Charles Pujade-Renaud et de Nicolas Esquillan qui est alors chef d'études des ouvrages d'art. À la suite du décès brutal de Jacques Fougerolle, l'entreprise est vendue en 1969 à la CFE avant d'être rachetée par Bouygues en 1974